# Токарев (село)
То́карев (укр. Токарів) — село в Звягельском районе Житомирской области Украины.
Основано в 1859 году.
Население, по переписи 2001 года, составляет 805 человек.
Почтовый индекс — 11754.
Телефонный код — 4141.
Занимает площадь 2,154 км².

## Адрес местного совета
11762, Житомирская обл., Звягельский р-н, с. Ярунь, ул. Мира, 13